# موشچانگتس
موشچانگتس (به لاتین: Moszczaniec) یک روستا در لهستان است که در گمینا کومانگچا واقع شده‌است. موشچانگتس ۲۵۰ نفر جمعیت دارد.